# Кевін Чень (гонщик)
Ке́він Чень (кит. трад. 陳乃嘉, акад. Чень Найцзя, англ. Kevin Chen; нар. 2 квітня 1979, Тайбей) — тайванський автогонщик, котрий перший серед тайванців отримав А-ліцензію Міжнародної автомобільної федерації.

## Кар'єра
Починав кар'єру як горщик Спортивного автоклубу Америки (англ. Sports Car Club of America), у рамках якого виграв чемпіонат з кузовних перегонів 2 категорії (англ. Touring 2) в 2003 році. У 2004 році продовжив виступати в 2-й категорії кузовних перегонів і знову здобув чемпіонство. У 2005 році зайняв друге місце у перегонах серійних салонних автомобілів Б-класу (англ. Show Room Stock B class), а також завершив Про-Спец-Міату з кількома подіумними фінішами.
У 2005 році Чень був прийнятий у Mopar Racing. Кваліфікувався 4-м, але через мокру трасу врізався в стіну шин під час першого кола. З автомобілем у поганому стані він опустився на останню позицію, але йому все ж вдалося відігратися, і він закінчив гонку 7-м, обійшовши 30 автомобілів.
У 2007 році Чень перейшов з серійних автомобілів на Азійську Формулу Рено V6 і, хоч це був його перший досвід у Формулі, здобув подіумний фініш вже на 4-х перегонах. В 2008 році виступав на Формулі за команду Champ Motorsport. Піднявся на подіум в Сепангу (Малайзійський етап), Сентулі (Індонезійський етап) і Шанхаї (Китайський етап).
На гонах GP2 Азія сезону 2008–09 років виступав за команду FMS International.
Чень брав участь у першому етапі Формули V6 Азії сезону 2009 року і завоював два подіуми в Сепангу. Також виступав за команду Räikkönen Robertson Racing на етапах британського чемпіонату Формули-3. Це були перші європейські перегони Ченя, причім він став першим тайванським гонщиком, який узяв участь у британському міжнародному класі F3. Він продовжував виступати за команду у двох наступних етапах і набрав очки у двох з трьох етапів.
У 2009 році Чень став представником Microsoft Xbox 360 Forza на Тайвані.
У 2010 Чень взяв участь у Чемпіонаті світу з кузовних перегонів на автомобілі BMW 320si у складі команди Scuderia Proteam. Він взяв участь у японському етапі у Окаяма та у Гран-прі Макао, а останню гонку сезону завершив на 14-му місці та 4-му місці на Гран-прі Макао.
У 2012 році Чень виступав на Audi LMS R8 і кваліфікувався 4-м, фінішувавши на 9-му місці. Того ж року Чень узяв участь у ESPN StarSports Asia F1 Live Singapore та Korean Rounds.
У 2013 році Чень брав участь у перегонах Lotus Greater China на міжнародному автодромі у Гуандуні, здобувши поул-позицію і титул чемпіона в обидвох гонках.
У 2014 році Чень став представником BMW China Mission 3 Event.
Чень — перший на Тайвані професійний автогонщик з ліцензією FIA A, а також з інструкторською ліцензію FIA A.